# Фонтанукола (Рим)
Фонтанукола је насеље у Италији у округу Рим, региону Лацио.
Према процени из 2011. у насељу је живело 47 становника. Насеље се налази на надморској висини од 260 м.